# Aventures de Jérôme Bardini
Aventures de Jérôme Bardini est un roman de Jean Giraudoux publié en 1930 aux éditions Émile-Paul Frères.

## Éditions
- Aventures de Jérôme Bardini, éditions Émile-Paul Frères, 1930
- Aventures de Jérôme Bardini, nouvelle édition, éditions Grasset, 1930